# Bessie Rayner Parkes
Pour les articles homonymes, voir Parkes.
Bessie Rayner Parkes Belloc, née le 16 juin 1829, morte le 23 mars 1925, est une poétesse, journaliste et essayiste britannique. Féministe, elle milite pour les droits des femmes.

## Biographie
Née à Birmingham en 1829, Elizabeth Rayner Parkes est la fille de Joseph Parkes (en) et la petite-fille de Joseph Priestley. Marié avec l'avocat Louis Belloc, fils de Jean-Hilaire Belloc et de Louise Swanton, petite-fille du scientifique et philosophe libertaire et unitarien Joseph Priestley, elle est la mère de Marie Belloc Lowndes et d'Hilaire Belloc.
Fait inhabituel pour des filles de son milieu, Bessie Rayner Parkes est envoyée à l'âge de 11 ans dans un pensionnat unitarien progressiste, une période de sa vie qu'elle apprécie. La passion de Parkes pour l'écriture découle en partie de son enfance, ses parents étant de fervents consommateurs d'art. La poésie a été la première passion de Parkes.
Elle prend peu à peu conscience de la situation injuste, voire absurde des femmes en Grande-Bretagne, bien qu'il existe de nombreuses différences selon la classe sociale à laquelle elles appartiennent. Une des premières entreprises que Parkes et son amie Barbara Leigh Smith Bodichon entreprennent est d'essayer de faire changer les lois restrictives sur la propriété qui s'appliquent alors aux femmes mariées,.
Elle rejoint également un groupe appelé le Committee for the Ladies' Address to their American Sisters on Slavery en 1853. Ce groupe de femmes s'efforce d'obtenir 576 000 signatures sur leur pétition anti-esclavagiste aux États-Unis. À peu près à la même époque, Parkes commence également à défendre l'éducation des jeunes femmes et rédige son essai Remarks on the Education of Girls, publié en 1856. Dans cet essai, Parkes s'inquiète du fait que les femmes n'aient accès qu'à très peu de carrières et critique la société quant au peu de pouvoir qu'elles ont par rapport aux hommes.
Bessie Rayner Parkes s'indigne aussi de la distinction faite entre « ladies » et « women ». Les « ladies » c'est-à-dire les femmes de la classe moyenne, perdent leur statut social si elles gagnent de l'argent, les seules exceptions acceptables étant l'écriture, la peinture ou l'enseignement. Grâce en partie à ses efforts, à la fin du siècle, il devient acceptable pour une femme de la classe moyenne d'acquérir une éducation correcte et de se former à un travail rémunéré.
Parkes et ses amies militantes interagissent avec des femmes dans d'autres pays d'Europe et aux États-Unis, ajoutant ainsi une dimension internationale très importante à leurs efforts. Dans les années 1860, Parkes fait partie du premier groupe de femmes qui entreprend d'obtenir le droit de vote.
Parkes contribue au lancement et devient la principale rédactrice du premier périodique britannique féministe, l'English Woman's Journal, publié mensuellement à Londres entre 1858 et 1864. Elle développe un  cercle d'amis littéraires et politiques. L'amitié la plus fructueuse est celle avec Barbara Bodichon. Elles se rencontrent en 1846, et leur amitié inspire une grande partie du travail de Bessie Rayner Parkes. Son essai déjà cité, Remarks on the Education of Girls, a été écrit en collaboration avec elle. De leurs efforts conjoints naît le premier mouvement organisé de femmes en Grande-Bretagne.
Elle se convertit au catholicisme. A 38 ans, Bessie Rayner Parkes tombe amoureuse d'un Français de santé fragile, Louis Belloc, lui-même fils d'une femme notable, Louise Swanton Belloc. Elle rencontre son mari lors d'un voyage à La Celle-Saint-Cloud avec son amie Barbara Smith, devenue Bodichon. Ils se marient le 19 septembre 1867 à l'église catholique de St James à Londres. Durant les cinq ans de leur union, ils s'installent en France. Ils ont rapidement eu deux enfants. La famille vit la guerre franco-prussienne et en est  affectée sur le plan matériel.
Après la mort de son mari en 1872, Parkes retourne en Angleterre mais a du mal à se remettre de la mort de son conjoint. Elle se remet à l'écriture.
L'angoisse face à la stupidité de la guerre et la fierté de son pays colorent ses sentiments pendant la Première Guerre mondiale. Presque à la fin de celle-ci, son petit-fils aîné, un sous-lieutenant de la Royal Air Force, est porté disparu. Il a été abattu et tué près de Cambrai, en France.
Elle meurt en 1925, à Slindon, à l'âge de 95 ans.